# Біологічна класифікація
Біологічна класифікація — це галузь систематики, що вивчає процес встановлення і характеристики систематичних груп тварин і рослин. Терміном класифікація позначають і систему класифікації, наприклад, класифікація (система) рослин А. Л. Тахтаджяна, класифікація птахів А. Ветмора.
Часто термін «біологічна класифікація» вважають синонімом терміна «систематика», в науковій літературі переважно вживають саме другий термін.
Найдавнішу систему біологічної класифікації розробив давньогрецький філософ Арістотель, який класифікував тварин, базуючись на способі їхнього пересування (землею, водою чи повітрям).
Сучасна класифікація побудована на засадах, запропонованих Карлом Ліннеєм, який перший згрупував види живих істот на основі спільних анатомічних характеристик. Пізніше цю класифікацію було скореговано з огляду на філогенетику (науку, що основується на теорії еволюції Чарльза Дарвіна), з метою відображення еволюційних зв'язків між організмами.
В останній час набула значного поширення так звана молекулярна систематика, побудована на аналізі генетичного матеріалу (ДНК або РНК). Ця система класифікації виявила численні еволюційні зв'язки між організмами, які до того не були відомі. Таким чином, завдяки впровадженню молекулярної систематики, теперішня класифікація живих істот вже багато в чому скорегована і буде корегуватись в майбутньому. Одним з прикладів груп, які використовують цей підхід, є APG — міжнародний колектив ботаніків-систематиків.

## Ліннеївська класифікація

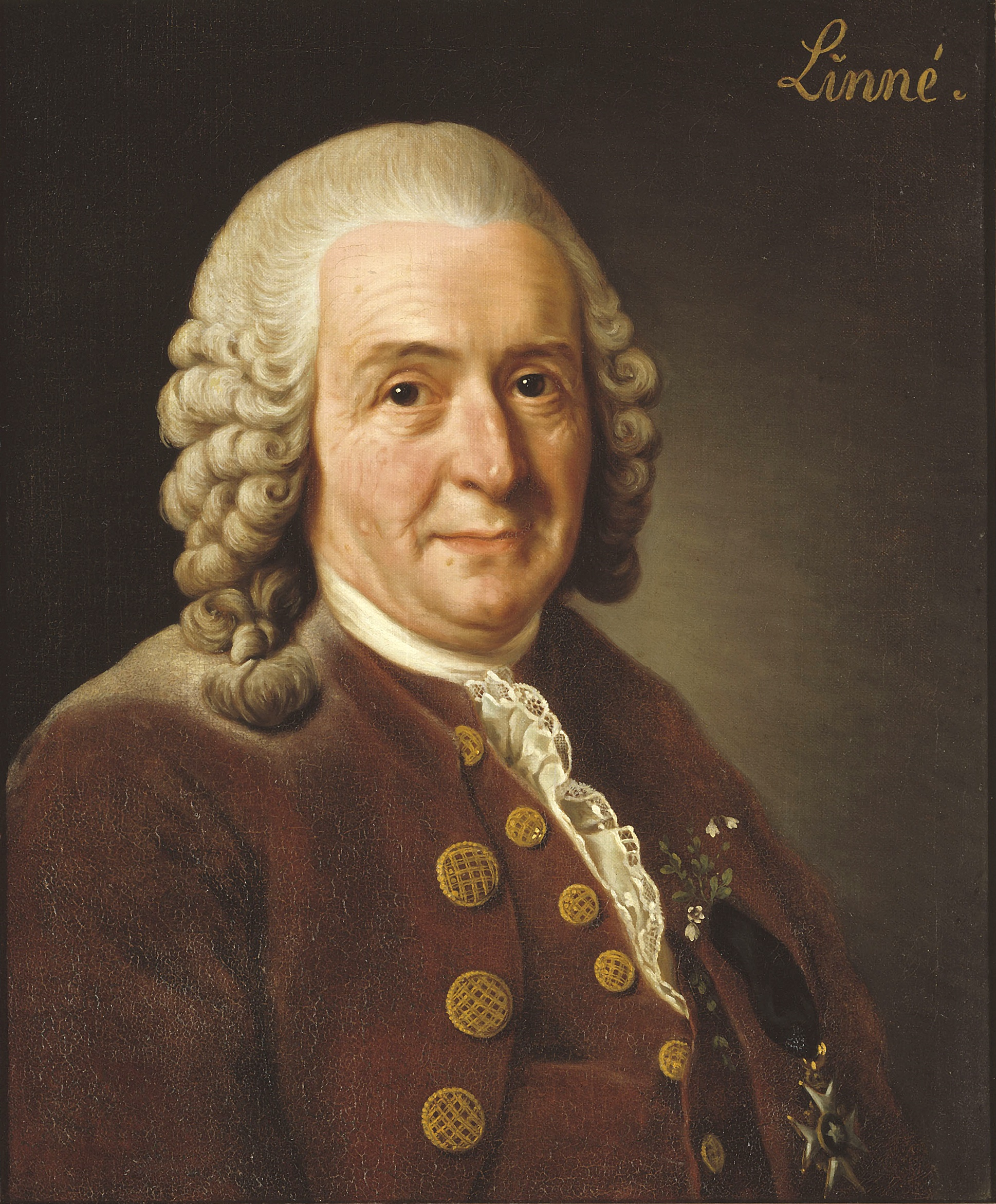
Карл Лінней — засновник сучасної класифікації і номенклатури живих організмів

Карл Лінней (1707—1778) відомий, насамперед, завдяки своїй книзі Systema Naturae, яка лише за час його життя була перевидана аж 12 разів. У цій праці Лінней розробив та обґрунтував загальні методи класифікації живих істот, що й досі застосовуються в ботаніці та зоології. 
Відповідно до ліннеївської номенклатури, кожен вид живих істот має унікальну назву з двох слів — перша частина відповідає роду, який об'єднує кілька споріднених видів, а друга — це специфічний епітет, який вказує на конкретний вид. Для уникнення різночитань при перекладах вся біологічна номенклатура укладається латиною. Таким чином, кожний описаний вид живих істот має біномінальну (таку, що складається з двох слів) латинську назву, а також може (але не завжди) мати й назви іншими мовами; при цьому в науковому спілкуванні застосовується латинська назва. Назва роду пишеться з великої літери, а видова назва — з маленької, наприклад: Homo sapiens — людина розумна. 
За сучасними правилами повна видова назва має також містити прізвище дослідника, що першим описав вид, та рік опису; але ці відомості в науковій літературі не завжди наводяться.
Відповідно до ліннеївської системи кожний таксон розміщується в ієрархічних групах, або рангах. Кожна група вищого рівня складається з декількох (інколи — з однієї) групи нижчого рівня. Біномінальна назва, таким чином, дає можливість визначити всі ієрархічні групи, в які входить таксон.
До речі, до своєї класифікації Лінней вніс мінерали виділивши їм окреме царство. В своїх працях він писав: «Мінерали існують, рослини живуть і ростуть, тварини живуть, ростуть і відчувають». Сучасні вченні, його думку стосовно мінералів не поділяють, і живими істотами їх не вважають. 

## Ранги

Співвідношення основних таксономічних рангів

Ранги поділяються на основні та додаткові. Основні таксономічні ранги (категорії) обов'язково присутні в класифікації будь-якого організму, і є такими:
- Домен (domain)
- Царство (regnum)
- Тип (phylum) (для тварин) або Відділ (division ) (для рослин, бактерій, архей та грибів)
- Клас (classis)
- Ряд (ordo) (для тварин) або Порядок (для рослин та ін.)
- Родина (familia)
- Рід (genus)
- Вид (species)

Окрім того, інколи з метою позначення споріднених груп таксонів нижчого рівня всередині рангу вищого рівня, використовують додаткові таксономічні ранги (див. Триноміальна номенклатура), які зазвичай (але не обов'язково) утворюються за допомогою префіксів до основних таксономічних рангів, наприклад:
- Підтип (subphylum)
- Надклас (superclassis)
- Підклас (subclassis)
- Надряд (superordo)
- Підряд (subordo)
- Надродина (superfamilia)
- Підродина (subfamilia)
- Триба (tribus) і т.ін.

Додатково, багато видів можуть поділятись на підвиди, підвиди — на раси, раси — на форми.
Приклад: біологічна класифікація людини (вид Людина розумна)
- Домен — Ядерні (Eukaryota)
- Царство — Тварини (Animalia)
- Тип — Хордові (Chordata)
- Підтип — Черепні (Craniata)
- Надклас — Щелепні (Gnathostomata)
- Клас — Ссавці (Mammalia)
- Підклас — Плацентарні, або вищі звірі (Eutheria)
- Ряд — Примати (Primates)
- Родина — Гомініди (Hominidae)
- Рід — Людина (Homo)
- Вид — Людина розумна (Homo sapiens)

### Повна таблиця рангів
Ось повна таблиця рангів:
- Домен (або Надцарство)
  - Царство
    - Підцарство
      - Branch
        - Інфрацарство
- Надтип
  - Тип (для тварин) або Відділ (для рослин)
    - Підтип (для тварин) або Підвідділ (для рослин)
      - Інфратип
- Надклас
  - Клас
    - Підклас
      - Інфраклас
        - Парвоклас
- Надкогорта
  - Когорта
    - Підкогорта
      - Інфракогорта
- Магноряд
  - Надряд
    - Grand-order
      - Microrder
        - Ряд (для тварин) або Порядок (для рослин)
          - Підряд
            - Інфраряд
              - Парворяд
- Надродина
  - Series (for Lepidoptera)
    - Group (for Lepidoptera)
      - Родина
        - Підродина
          - Інфрародина
- Надтриба
  - Триба
    - Підтриба
      - Інфратриба
- Рід
  - Підрід
    - Section
      - Subsection
- Вид
  - Підвид
    -       - різновид (varietas) (ботанічне)

    - варієтет (зоологічне)
      - Форма(ботанічне)
      - Морфа (зоологічне)

    - Штам (бактерії)
      - Biovar
        - Morphovar
        - Serovar

  - Forma Specialis (гриби)

### Суфікси
При утворенні латинських назв таксонів різних рівнів використовують типові суфікси, притаманні різним царствам:
| Таксон           | Тварини | Рослини           | Гриби      | Бактерії      | Археї      |
| ---------------- | ------- | ----------------- | ---------- | ------------- | ---------- |
| Тип/Відділ       | -       | -phyta            | -mycota    | -bacteria     | -archaeota |
| Підтип/Підвідділ | -data   | -phytina          | -mycotina  | -             |            |
| Клас             | -lia    | -opsida,-phyceae  | -mycetes   | -bacteria     |            |
| Підклас          | -ia     | -opsida,-phycidae | -mycetidae | -             |            |
| Надряд           | -orpha  | -anae             | -anae      | -             |            |
| Ряд              | -formes | -ales             | -ales      | -bacteriales  |            |
| Підряд           | -morpha | -ineae            | -ineae     | -             |            |
| Надродина        | -oidea  | -acea             | -acea      | -bacteriacea  |            |
| Родина           | -idae   | -aceae            | -aceae     | -bacteriaceae |            |
| Підродина        | -inae   | -oideae           | -oideae    | -             |            |
| Триба            | -ini    | -eae              | -eae       | -             |            |

Класифікація вірусів, хоч і побудована на аналогічних засадах, має досить велику кількість відмінностей від класифікації інших живих істот. Докладніше про неї, а також про причини відмінностей, див. в статті «Вірус».

## Приклади назв
При формуванні назв вищих таксонів звичайно використовують узагальнену назву таксона у вигляді одного з двох варіантів:
1) узагальнена описова назва таксона (звичайно не рекомендується уніфікувати з використанням суфіксу);
2) назва типового роду (останнім часом більшість класифікацій переходить на таку форму позначення таксонів).
Прикладами типіфікованих назв можуть бути: 
- назва родини Canidae (псові), сформована на основі назви роду Canis (пес)
- назва ряду Ciconiiformes (лелекоподібні) на основі роду Ciconia (лелека).